# Life of Pi
Life of Pi is een 3D-film uit 2012. Het verhaal is gebaseerd op het gelijknamige boek van Yann Martel. De film werd geregisseerd door Ang Lee. Naast echte dieren is er gebruikgemaakt van digitale animatie.

## Verhaal
Een Indiase jongen, Piscine Molitor Patel, is vernoemd naar een zwembad in Frankrijk waarover zijn oom enthousiast was. Hij wordt gepest omdat zijn naam klinkt als het Engelse pissing. Het lukt hem echter de bijnaam Pi te verwerven door honderden decimalen van de wiskundige constante uit zijn hoofd te leren.
Pi is lid van een gezin dat een dierentuin runt en eigenaar is van de dieren. Wanneer Pi als kleine jongen op een dag de Bengaalse tijger, die omwille van een administratieve fout Richard Parker heet, een stuk vlees wil voeren en daarbij zijn arm tussen de tralies steekt, pepert zijn vader hem in dat een tijger altijd gevaarlijk blijft ook al denk je een vriendschappelijke relatie met hem te hebben.
Het gezin emigreert per boot naar Canada en neemt de dieren mee om in Amerika te verkopen. Onderweg vergaat het schip. Pi's ouders en broer komen om. Pi belandt in een reddingssloep samen met een zebra, een orang-oetan, een hyena en Parker. De hyena doodt de zebra en de orang-oetan. Daarop valt Parker de hyena aan. Pi en Parker blijven over. Voor zijn veiligheid verblijft Pi op een vlot terwijl Parker op de sloep verblijft. Pi vangt vis voor Parker, want als die te veel honger zou krijgen zou hij naar het vlot kunnen zwemmen om Pi aan te vallen. Op een dag springt Parker in het water om een vis te vangen en komt hij zonder hulp niet meer op de boot. Pi heeft daarmee de kans om van Parker af te komen, maar kan dit toch niet over zijn hart verkrijgen en helpt hem aan boord (waar hij geen spijt van krijgt: zijn zorg voor Parker en het gezelschap dat Parker biedt, houden Pi op de been).
Na verloop van tijd wordt het verblijf op het vlot voor Pi onhoudbaar. Hij weet Parker enigszins te temmen. Hierdoor kan Pi ook op de boot verblijven zonder dat Parker hem aanvalt. Pi raakt zijn noodrantsoenen kwijt bij een aanval van een walvis, maar later worden ze overspoeld door vliegende vissen waar ze zich aan tegoed doen. Tijdens een volgende storm verliest Pi ook zijn noodvlot en al het materiaal. Enkel de boot en een dekzeil blijven over. Ook komen ze op een drijvend eiland vol met stokstaartjes, algen, zeewier en zoet water. Het blijkt er echter gevaarlijk want er zijn vleesetende planten en het zoete water wordt in de nacht zo'n sterk zuur dat de zeedieren er in oplossen. Daarom vertrekken ze weer.
Uiteindelijk bereiken ze land. Parker trekt de jungle in. Pi is teleurgesteld dat de tijger niet eens meer even omkijkt en zonder enig afscheid vertrekt. Pi beseft dat zijn vader gelijk had: je kan geen vriendschappelijke relatie met een wild dier opbouwen.
Pi wordt ondervraagd door twee verzekeringsinspecteurs die de oorzaak van de ramp moeten achterhalen. Ze geloven hem niet en, belangrijker, ze zijn bang dat hun opdrachtgevers het verhaal niet zullen geloven. Daarop vertelt Pi een geloofwaardigere versie.
Dit alles vertelt Pi op latere leeftijd aan een schrijver, die over hem gehoord heeft en hem komt opzoeken. De schrijver ontdekt in het tweede verhaal dat de zebra een zwaargewonde matroos was, de hyena een kok die het lichaam van de matroos gebruikte als visvoer, de orang-oetan Pi's moeder die door de kok werd vermoord en Pi de tijger die de kok doodde. Pi zegt dat de oorzaak van de ramp nooit werd opgehelderd en dat, omdat hij de enige overlevende is, er ook geen bewijzen zijn welk verhaal nu waar is. Daarop vraagt hij de schrijver welk verhaal hij prefereert. De schrijver kiest voor het eerste omdat dat het mooiste is. Daarop stelt Pi dat het met religie net zo is: de leer is zo bijzonder dat het moeilijk te geloven is, maar men geeft zich toch er aan over. In de laatste scène geeft Pi een kopie van het officiële verslag van de verzekeringsinspecteurs. Daaruit blijkt dat zij uiteindelijk ook voor de eerste versie opteerden.

## Acteurs
| Acteur                 | Personage                  | Opmerking                                                         |
| ---------------------- | -------------------------- | ----------------------------------------------------------------- |
| Suraj Sharma           | Piscine Molitor "Pi" Patel |                                                                   |
| Irrfan Khan            | Piscine Molitor "Pi" Patel | als volwassen Pi                                                  |
| Gautam Belur           | Piscine Molitor "Pi" Patel | als 5-jarige Pi                                                   |
| Ayush Tandon           | Piscine Molitor "Pi" Patel | als 11/12-jarige Pi                                               |
| Rafe Spall             | Yann Martel                | de echte Canadese auteur die het boek Life of Pi heeft geschreven |
| Tabu                   | Gita Patel                 | Pi's moeder                                                       |
| Adil Hussain           | Santosh Patel              | Pi's vader                                                        |
| Ayan Khan              |                            | als 7-jarige                                                      |
| Mohamed Abbas Khaleeli | Ravi Patel                 | als 13/14-jarige Pi's oudere broer                                |
| Vibish Sivakumar       | Ravi Patel                 | als 18/19-jarige Pi's oudere broer                                |
| Gérard Depardieu       |                            | kok                                                               |
| Wang Po-chieh          |                            | zeeman                                                            |
| Jag Huang              |                            | zeeman                                                            |
| Shravanthi Sainath     | Anandi                     | Pi's vriendin                                                     |
| Andrea Di Stefano      |                            | priester                                                          |
| Elie Alouf             | Francis                    |                                                                   |

*Pi refereert aan Francis als "Mamaji", een Hindi-woord voor "oom van moederszijde"

## Prijzen
De film won op 24 februari 2013 vier Oscars, nadat hij elf keer was genomineerd. Een van de Oscars ging naar de Nederlander Erik Jan de Boer voor Beste Visuele Effecten. Met vier onderscheidingen was het de meest succesvolle film tijdens de Oscar-uitreiking.
De vier Oscars waren voor:
- Ang Lee, Beste Regie
- Claudio Miranda, Beste Cinematografie
- Erik-Jan de Boer, Bill Westenhofer, Guillaume Rocheron & Donald R. Elliott, Beste Visuele Effecten
- Mychael Danna, Beste Filmmuziek